# Гребенчата гага
Гребенчата гага (Somateria spectabilis, нарича се и Щиточела гага както и Гага гребенушка) е средно голяма птица от семейство Патицови. Има изразен полов диморфизъм.

## Общи сведения
Гребенчатата гага е по-малка от обикновената гага. Мъжките лесно се разпознават по черното си тяло, белите гърди и разноцветната глава. Женските имат кафяво оперение, но се отличават от другите патици по своите телосложение и големина. Главата е по-къса от тази на обикновената гага. Малките обикновено са с тъмноцветно оперение и бели гърди.

## Ареал. Биотоп. Численост
Гнезди по арктичните брегове на Североизточна Европа, Северна Америка и Азия. Зимува в Източна Канада и Норвегия, където понякога образува големи ята по крайбрежните води.

## Начин на живот и хранене
Храни се с ракообразни и мекотели, като се гмурка. Предпочита миди.

## Размножаване
Гнездото си строи в тундрата близо до морето. Снася 4 – 6 яйца.

## Допълнителни сведения
Не се среща на територията на България.